# Lasiosphaeria glabrata
Lasiosphaeria glabrata är en svampart som först beskrevs av Elias Fries, och fick sitt nu gällande namn av Munk 1957. Lasiosphaeria glabrata ingår i släktet Lasiosphaeria och familjen Lasiosphaeriaceae.   Inga underarter finns listade i Catalogue of Life.